# Progonica niphostibes
Progonica niphostibes är en fjärilsart som beskrevs av Turner 1947. Progonica niphostibes ingår i släktet Progonica och familjen plattmalar. Inga underarter finns listade i Catalogue of Life.